# Guido Pozzo
Guido Pozzo (* 26. prosince 1951 Terst) je italský římskokatolický duchovní, arcibiskup a superintendent ekonomie Sboru Sixtinské kaple.

## Život
Narodil se 26. prosince 1951 v Terstu.
Po gymnáziu v rodném městě vstoupil do semináře Almo collegio Capranica v Římě. Teologické a filosofické vzdělání získal na Papežské univerzitě Gregoriana, kde později získal doktorát. Dne 24. září 1977 byl arcibiskupem Pietrem Cocolinem vysvěcen na kněze a inkardinován do diecéze Terst. Stal se farním vikářem farnosti svaté Terezie od Dítěte Ježíše v Terstu a profesorem v místním kněžském semináři.
Dne 4. května 1987 byl ustanoven úředníkem Kongregace pro nauku víry a současně profesorem na Papežské lateránské univerzitě. Dne 25. března 1992 mu byl udělen titul Kaplan Jeho Svatosti. Od roku 2003 byl sekretářem adjunktem Mezinárodní teologické komise a následujícího roku 21. listopadu mu byl udělen titul Prelát Jeho Svatosti.
Dne 8. července 2009 jej papež Benedikt XVI. jmenoval sekretářem Papežské komise „Ecclesia Dei“, kterým byl do 3. listopadu 2012 kdy byl ustanoven almužníkem Úřadu apoštolské charity s povýšením na titulárního arcibiskupa z Bagnoregia. Biskupské svěcení přijal 17. listopadu z rukou kardinála Tarcisia Bertone a spolusvětiteli byli arcibiskup Gerhard Ludwig Müller a arcibiskup Giampaolo Crepaldi.
Dne 3. srpna 2013 byl papežem Františkem opět jmenován sekretářem Papežské komise „Ecclesia Dei“. Dne 17. ledna 2019 se stal superintendentem ekonomie Sboru Sixtinské kaple.